# Rzeźnik na obozie
Rzeźnik na obozie (ang. Camp Slaughter lub Camp Daze) – amerykański slasher z roku 2005, zrealizowany z przeznaczeniem użytku domowego. Film zainspirowany jest młodzieżowymi horrorami, modnymi szczególnie w latach 80. – przede wszystkim Piątkiem, trzynastego w reżyserii Seana S. Cunninghama.

## Obsada
- Matt Dallas jako Mario
- Kyle Lupo jako Daniel
- Anika C. McFall jako Jen
- Joanna Suhl jako Angela
- Miles Davis jako Ruben
- Eric McIntire jako Vade
- Jon Fleming jako Ivan
- Brendan Bradley jako Paul Marq
- Bethany Taylor jako Michelle
- Jim Hazelton (w czołówce jako Jim Marlow) jako Lou
- Jessica Sonneborn jako Elizabeth
- Ashley Gomes jako Nichole
- Ikaika Kahoano jako Patrick
- Troy Andersen jako Tommy
- Philip Jess jako Jay
- Galen Allis jako Valerie
- Matthew Catanzano jako Joey/Cassio
- Joshua Finn jako Tobe/Rodrigo
- Justin Fortune-Creed jako Daxx/Lago
- Amanda Gallagher jako Linda
- Jesse Gurtis jako Mark
- Silas Hagerty jako Ian
- Ben Hills jako Paul
- Kate Jurkiewicz jako Tina
- Kyle Langan jako Wesley
- Adam Maganzini jako Billy
- Jason Morris jako Ben
- Lacy Ponsart jako David
- Autumn Sacramone jako Nikki
- Jillian Swanson jako Laura
- Gustavo Taveras jako Kevin/Othello
- Brain Cobb jako tonący chłopiec